# 田向重継
田向 重継（たむけ しげつぐ）は、戦国時代から安土桃山時代にかけての公家・武将。

## 略歴
目立った功績もなく、詳細は不明であるが、江戸時代の系図纂要によると飛騨国司家・姉小路済継の次男として生まれ、庭田家庶流の権中納言・田向重治の養子となったとされる。
永正9年（1512年）、従五位下に叙爵。大永元年（1521年）侍従、翌大永2年（1522年）従五位上を経て、大永6年（1526年）正五位下・右近衛少将に至る。
大永7年（1527年）10月、姉小路家（古川氏）当主で兄の姉小路済俊が没すると、その弟である事を理由に姉小路家を継承して再興し、姉小路高綱に改名したとも言われるが、「田向重継」という人物が家督を継承したものの、それが姉小路高綱かどうかは不明で、高綱という人物が姉小路の次期当主になったという記録もない。
弘治2年（1556年）3月、台頭した国衆の三木良頼によって三木氏と姉小路氏は同化した。
済継の次男で済俊の弟である姉小路高綱については、詳細な記録もなく不明な点が多いが、重継が高綱本人だとすれば、高綱は1576年に没したのではないかとされている。

## 官歴
『系図纂要』による。
- 永正9年（1512年） 12月2日：従五位下（叙爵）
- 大永元年（1521年） 11月26日：侍従
- 大永2年（1522年） 3月4日：従五位上
- 大永6年（1526年） 正月6日：正五位下。8月10日：右近衛少将

## 系譜
- 父：姉小路済継（1470-1518）
- 母：不詳
- 養父：田向重治（1452/1451-1535）
- 妻：不詳
  - 男子：姉小路宣政（1560-1618）?